# Рохас, Фернандо де
Ферна́ндо де Ро́хас (исп. Fernando de Rojas; ок. 1473/1476, Ла-Пуэбла-де-Монтальбан — 1541, Талавера) — испанский писатель, автор романа в форме драмы «Селестина» — самой популярной книги на испанском языке до выхода в свет романа Сервантеса «Дон Кихот».

## Биография

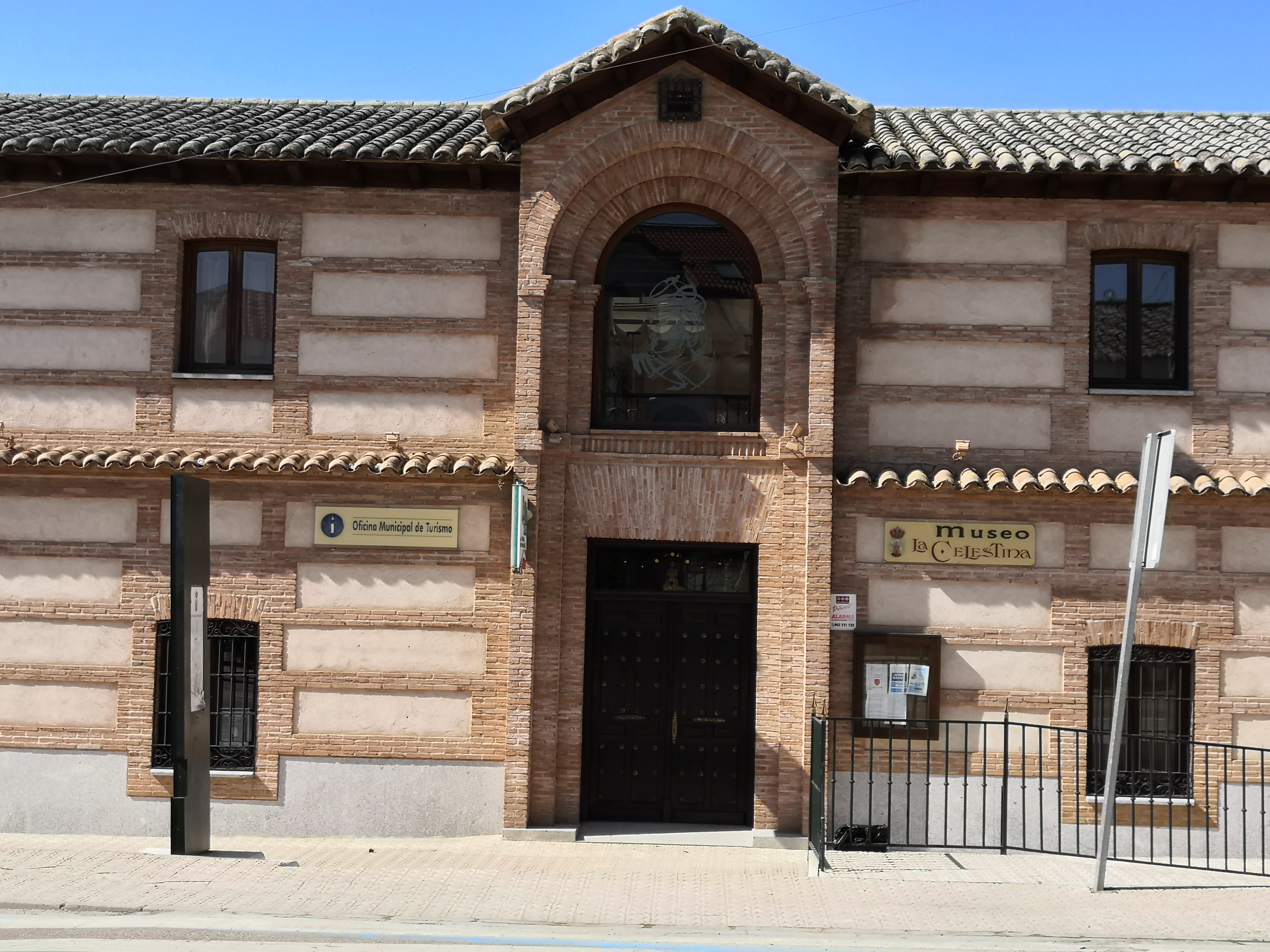
Фасад Музея Селестины, Ла-Пуэбла-де-Монтальбан

Родился в семье крещёных евреев (возможно, дед писателя принял христианство). В 1488 году приехал в Саламанку, где в местном университете изучал латынь, философию, право и получил степень бакалавра. С 1507 года жил в Талавере, где работал адвокатом. Был женат на Леоноре Альварес де Монтальбан. В 1538 году стал мэром города.
Из произведений Рохаса известна только драма «Селестина» (впервые вышла в Бургосе в 1499 году под названием La Celestina, tragicomedia de Calisto y Melibea). Её издания были анонимны, авторство Рохаса было установлено лишь в начале XX века. «Селестина» пользовалась широкой известностью и до появления «Дон Кихота» была одной из самых популярных испанских книг.
Акростих, предваряющий «Селестину», раскрывает личность автора драмы, его место рождения, и учёную степень: EL BACHILLER FERNANDO DE ROJAS ACABÓ LA COMEDIA DE CALISTO Y MELIBEA Y NACIÓ EN LA PUEBLA DE MONTALBÁN (БАКАЛАВР ФЕРНАНДО ДЕ РОХАС ЗАКОНЧИЛ КОМЕДИЮ О КАЛЛИСТО И МЕЛИБЕЕ И РОДИЛСЯ В ПУЭБЛА-ДЕ-МОНТАЛЬБАН). Как текст «Селестины» является неисчерпаемым источником всевозможных интерпретаций, также противоречивы и биография Фернандо де Рохаса, сведения о его происхождении и молодости, сохранившиеся в немногих документах. Подобно профессору Стивену Гилману часть исследователей считает, что Рохас происходил из семьи крещёных евреев. Гилман считает, что Фернандо Рохас родился в Толедо в 1476 году в семье новообращенных евреев, вероятно, крипто-евреев, его отцом был Эрнандо де Рохас, приговоренный к сожжению в 1488 году. Рохас мог помогать членам своей семьи, так называемым марранам или криптохудиямам (анусимы в раввинской литературе), пострадавшим от преследований инквизиции, и даже сам был под подозрением, как выводит Гилман из инквизиционного процесса, начатого его тестем Альваро де Монтальбаном. С другой стороны, другие исследователи, в том числе профессор Мадридского университета Комплутенсе Никасио Сальвадор Мигель, считают, что Рохас был сыном дворянина Гарси Гонсалеса Понсе де Рохаса и Каталины де Рохас, и не сомневаются в том, что местом рождения Фернандо де Рохаса является Ла-Пуэбла-де-Монтальбан. В их представлении Рохас идальго и обращенный в четвертом поколении. Свободный от преследований со стороны инквизиции, обладал всеми гражданскими правами и вел обычную для католика жизнь, без этого он не смог бы достичь сана мэра, занимать государственные должности, которые он занимал в городе, зависящем от власти архиепископства Толедо, каким был Талавера-де-ла-Рейна.
Документальных подтверждений того, что Рохас изучал право в Университете Саламанки, нет. Это выводится из строк, предваряющих «Селестину»: автор, адресуясь своему другу, называет себя юристом, в акростихие (строфа 7) он говорит, что «видел в Саламанке настоящую пьесу» и что он «закончил» ее «в отпуске». Он называет себя bachiller, что примерно соответствует современному лиценциату. Возможно, что Рохас получил степень бакалавра искусств до степени бакалавра права (что было предписано в других университетах, но не в Саламанке, где подобные требования предъявлялись только к врачам и богословам. Поскольку бакалавриат права длился шесть лет, а в акростихе, начиная с Толедского издания 1500 года, он фигурирует как бакалавр, Рохасу могло быть около 24 или 25 лет, когда он закончил учебу. Он был несколько моложе, когда написал, полностью или частично (этот вопрос горячо обсуждается критиками) «Селестину» или, как автор называл её «Комедию о Каллисто и Мелибее».
Остаётся неизвестным, оставался ли Рохас после учёбы, которую он завершил около 1499—1500 годов, на какое-то время в Саламанке или поселился в Ла-Пуэбла-де-Монтальбан, где его отец владел имуществом. Документально подтверждено, что он покинул свой родной город и поселился в Талавере-де-ла-Рейна в 1508 году, потому что правитель Ла-Пуэблы наложил на дворян обязательство платить налоги. Все эти годы он, возможно, занимался переработкой «Комедии Калисто и Мелибеи» в 16 актах в трагикомедию в 21 акте. Относительно авторства новой версии и года её выхода в свет среди исследователей нет единого мнения. За восемь лет вышли в свет три издания «Комедии о Калисто и Мелибее» (Толедо 1500, Севилья 1501 и Бургос 1499—1502?) и одно «Трагикомедии о Калисто и Мелибее» (Сарагоса 1507), а также перевод этой комедии на итальянский язык (Рим, 1506). В самых ранних изданиях (Севилья, Бургос) произведение состоит из 16 актов. В более поздних их уже 21 и 22. Предполагается, что изданий должно было быть больше. Ни в одном из изданий в титуле имя автора не указано.
О деятельности Рохаса в качестве профессионального юриста в Талавере-де-ла-Рейна свидетельствует множество документов из муниципального архива Талаверы и личного архива дона Фернандо Дель Валье Лерсунди, прямого потомка Фернандо де Рохаса: протоколы, постановления, приговоры, квитанции, завещание, инвентарь имущества. В 1508, 1511, 1523 и 1538 годах Рохас занимал пост мэра (функции которого заключались в отправлении правосудия и вынесении приговоров по гражданским искам), что было самой выдающейся привилегией для жителя города. В 1511 году Рохас провел в Толедо 17 дней. В это время он обращался к архиепископу Толедо, кардиналу Сиснеросу, по поводу земельных конфликтов Талаверы. В 1517 году он выступал в качестве свидетеля защиты Диего де Оропеса на его инквизиционном процессе.

## Переводы
- Рохас Ф. де. Селестина / пер. Н. Фарфель. — М.: ГИХЛ, 1959.
- Рохас Ф. де. Селестина / пер. Н. Фарфель под ред. Е. Лысенко // Плутовской роман. — М.: Правда, 1989. — С. 21—202.